# Andrew Lindsay (bågskytt)
Andrew Lindsay, född 9 maj 1976, är en nyzeeländsk bågskytt. Han deltog vid olympiska sommarspelen 1996.